# Castanopsis wenchangensis
Castanopsis wenchangensis är en bokväxtart som beskrevs av G.A.Fu och Cheng Chiu Huang. Castanopsis wenchangensis ingår i släktet Castanopsis och familjen bokväxter.
Artens utbredningsområde är Hainan (Kina). Inga underarter finns listade.